# 天使なんかじゃない
『天使なんかじゃない』（てんしなんかじゃない）は、矢沢あいによる日本の漫画、およびそれを原作とした小説、OVA。

## 概要
『りぼん』（集英社）において、1991年9月号から1994年11月号まで連載された。新書判単行本は全8巻、完全版コミックスは全4巻、文庫判は全6巻。2019年6月時点でシリーズ累計発行部数は1000万部を突破している。
創立されたばかりの新設高校の生徒会を舞台に、生徒会役員に選出された高校生達の学園生活と友情、恋模様を描いた少女漫画。
作者の出世作であり、Raphaelの華月、優香、宮地真緒、BUMP OF CHICKENの藤原基央、剛力彩芽、モーニング娘。の牧野真莉愛など、芸能人のファンも多い。作者自身も思い出深い作品であり、本作のおかげで憧れの一戸建てにも住めた。
1993年に小説化、1994年にOVA化された。
作品の登場する町で舞台になった多摩市聖ヶ丘は天使なんかじゃないの聖地となり当時のファンや矢沢あい先生のファンの方が家族で移住し高級住宅地として若い人やファンの方の人気の場所となっている。
2005年に矢沢あいを特集した雑誌『Quick Japan』で、作者が『りぼん』編集部員より「矢沢作品の男の子はいいが、魅力的な女の子キャラがいない」と指摘された事により、初期の矢沢作品にはいなかった「悩みはあっても前向きな女主人公」というキャラを生み出す事に成功し、この作品が漫画家として大きな転機になったと藤本由香里は解説している。

## あらすじ
創立されたばかりの高校・私立聖学園。第一期生の冴島翠は2学期早々生徒会役員候補に担ぎ出され、その日の午後に立会演説会でスピーチする羽目になってしまう。緊張した面持ちで講堂に行くと、立候補者の中に以前から存在が気になっていたリーゼント頭の男子生徒、須藤晃を見つける。くじ引きにより最初にスピーチを始めた翠だったが、マイクコードに足を引っ掛けて転んでしまう。更にスカートがめくれて全校生徒の前で自分のパンツを丸出しにしてしまう失態を犯してしまうが、晃のフォローにより無事切り抜ける。投票の結果、翠と晃、そして麻宮裕子、瀧川秀一、河野文太の5人が第一期生徒会役員に就任する。こうして、翠は晃たちと生徒会活動を行いながら、3年間の高校生活を送ることになる。

## 登場人物
冴島翠（さえじま みどり）
声 - 久川綾
主人公。第一期生徒副会長。8月10日生まれ。A組。いつも元気で明るく、中学の頃から常にクラスの人気者。学校から徒歩10分の一戸建てに両親と3人で暮らしている。絵を描くのが好き。2年生になってから、マキちゃんを顧問にして美術部を発足させる。特技は物まねカラオケで、工藤静香や吉田美和などが得意。晃とは恋人同士。高校卒業後は美術大学に進学し、最終的には美術教師として母校（聖学園）に戻ってくる。
須藤晃（すどう あきら）
声 - 森川智之
第一期生徒会長。リーゼント頭が特徴。F組。横浜出身で、学校近くのアパートで一人暮らしをしている。父親は大手企業の社長。中学の頃に両親が離婚し、母親や妹と別れる。学費以外の援助を受けていないため、日替わりで様々なアルバイトに精を出している。こっそりバイク通学している。翠と出会う前（グレていた中学時代）は、将志から勉強を教わりマキちゃんに好意を抱いていた。チョコが大好きな甘党で、コーヒーしか飲まない。高校卒業後は一流大学に進学、父親の会社を継ぐ。声がでかい。
麻宮裕子（まみや ゆうこ）
声 - 矢島晶子
第一期生徒会書記。通称・マミリン。左目の下のホクロが特徴の、クールな美人。頭脳明晰なお嬢様で、とっつきにくい。D組。瀧川とは中学時代の同級生。5年間ずっと瀧川に好意を抱き、晴れて恋人同士になる。父親はラブホテルとパチンコ屋の社長。翻訳関係の仕事に就くのが夢で、高校卒業後はイギリスへ留学する。怖がり屋で、お化けが苦手。とっつきにくい性格や雰囲気のせいで孤立しがちだったが、翠と親友になる。
瀧川秀一（たきがわ しゅういち）
声 - 置鮎龍太郎
第一期生徒会会計。C組。女性に優しく、長髪で顔つきが美形なためモテる。中学時代から志乃と付き合っていたが、後に別れる。彼の姉はあまり真面目な女子大生ではない模様。周りからはいつもさわやかで温厚なイメージを持つ反面、優柔不断。
河野文太（こうの ぶんた）
声 - 関俊彦
第一期生徒会書記。通称・文ちゃん。D組。生徒会におけるムードメーカー。翠とは、中学時代の同級生で友人。少々巨体で、ラグビー部所属。肉まんが好物。高校卒業後は体育大学に進学する。最終的にはマコと付き合っている模様。
原田志乃（はらだ しの）
瀧川とは恋仲だった、彼と麻宮との中学時代の1年後輩。美術部所属かつ、第二期生徒会長。自他共に認める美少女で、中学時代はぶりっ子な性格が災いし、いじめに遭っていた。
谷口マコ（たにぐち マコ）
志乃の従姉妹。美術部所属にして、第二期生徒会書記。文太が好き。
江ノ本真一郎（えのもと しんいちろう）
第二期生徒副会長。通称セブン。口の悪い美男子。次第に志乃に好意を抱く。
陣内稔（じんない みのる）
第二期生徒会書記。通称ジミー。金髪リーゼント。晃を慕っている。
鈴木正夫（すずき まさお）
第二期生徒会会計。小柄で七三分けでメガネ。真面目だが、意外におちゃめ。
牧博子（まき ひろこ）→坂本博子（さかもと ひろこ）
声 - 井上喜久子
聖学園の美術教師。9月26日生まれ。通称マキちゃん。将志とは高校時代から恋人同士であり、後に結婚する。最終的には、将志とその子供、翠（あきら）と共にフランスへ旅立つ。晃より7歳上の美人にして、グレていた彼の母親的存在。料理下手。家にいるときはメガネを着用し、髪を三つ編みにしている。
足立（あだち）
聖学園の日本史教師兼生徒会顧問。生活指導も担当している。49歳。面倒くさがり屋で、生徒会の集まりにもほとんど顔を出さない。花火師や貸衣装屋など、変な知り合いが多い。
川上友子（かわかみ ともこ）
声 - 岩男潤子
A組の生徒。通称トン子。体型を気にしている。高校卒業後は美容師を目指して、美容学校に進学する。
カヨ
声 - 野村真弓
A組の生徒。おっとりしている。もち肌が自慢。高校卒業後は保育士を目指して、短大（保育科）に進学する。
シンゴ
A組の生徒。お祭り好きのお調子者。トン子と仲良し。美容師志望で、高校卒業後は美容学校に進学する。
柴田広子（しばた ひろこ）
晃より7歳下の妹。両親が離婚し、母親に引き取られている。翠や将志とは仲良しだが、博子に対しては長く嫉妬していた。兄譲りの優しい性格で、チョコが好き。
坂本将志（さかもと まさし）
晃より7歳上の異母兄にして、グレていた彼の父親的存在。画家志望でパリに長期滞在し、1度帰国するも再びパリへと旅立つ。晃と同じく、根は優しい。料理上手で、父親似。
中川ケン（なかがわ ケン）
翠&文太とは中学時代の同級生兼親友。中学時代から翠に片想いし、一時は付き合っていた。高校に通いながら、バンドのヴォーカルとして活動し、時折ライブハウスでライブをしている。後にプロダクションにスカウトされ、次回作『ご近所物語』ではメジャーデビューを果たし、「マンボー」のヴォーカルとして大ブレイクしている。
バイト矢沢
飲食店やカラオケ店などでバイトを行っている女性。バスガイドとしても登場。モデルは作者である矢沢あい。
バイト吉住
飲食店などでバイトを行っている女性。看護婦、エレベーターガールとしても登場。モデルは作者の盟友兼少女漫画家である吉住渉。
他にも『マリンブルーの風に抱かれて』や『ママレード・ボーイ』のキャラクターが本作にカメオ出演している。また、『ママレード・ボーイ』や『ご近所物語』に本作のキャラクターがカメオ出演している。

## 用語
聖学園（ひじりがくえん）
本作の舞台となる、創立されたばかりの新設高校。モデルは多摩大学附属聖ヶ丘高校。
エンジェル冴島第一期生徒会選挙立会演説会時、トン子とカヨの応援演説から生み出された翠の通称。
スドーザウルス翠が考え出した、晃をモデルにした怪獣のキャラクター。
タキガワマン翠が考え出した、瀧川とウルトラマンをモデルにしたキャラクター。「タキガワセブン」は瀧川のような生徒会の男前キャラクターの後継者を意味した、江ノ本真一郎の通称。
しらけた姫と7人分の大男
翠が麻宮と瀧川をくっつけるために、新入生歓迎会での生徒会の出し物として考え出した、白雪姫のパロディ劇。後に生徒会での新入生歓迎会の出し物として、毎年必ず行われる。

## 書誌情報

### 漫画
- 矢沢あい『天使なんかじゃない』集英社〈りぼんマスコットコミックス〉、全8巻
  1. 1992年5月20日発行、ISBN 4-08-853610-X
  2. 1992年9月19日発行、ISBN 4-08-853628-2
  3. 1993年3月20日発行、ISBN 4-08-853655-X
  4. 1993年8月14日発行、ISBN 4-08-853680-0
  5. 1994年1月19日発行、ISBN 4-08-853709-2
  6. 1994年6月20日発行、ISBN 4-08-853738-6
  7. 1994年10月19日発行、ISBN 4-08-853758-0
  8. 1995年3月20日発行、ISBN 4-08-853785-8
- 矢沢あい『天使なんかじゃない 完全版』集英社、全4巻
  1. 2000年10月31日発行、ISBN 4-08-782129-3
  2. 2000年10月31日発行、ISBN 4-08-782130-7
  3. 2000年12月20日発行、ISBN 4-08-782131-5
  4. 2000年12月20日発行、ISBN 4-08-782132-3
- 矢沢あい『天使なんかじゃない（文庫版）』集英社〈集英社文庫（コミック版）〉、全6巻
  1. 2008年9月18日発売、ISBN 978-4-08-618765-7
  2. 2008年9月18日発売、ISBN 978-4-08-618766-4
  3. 2008年11月18日発売、ISBN 978-4-08-618767-1
  4. 2008年11月18日発売、ISBN 978-4-08-618768-8
  5. 2009年1月16日発売、ISBN 978-4-08-618769-5
  6. 2009年1月16日発売、ISBN 978-4-08-618770-1
- 矢沢あい『天使なんかじゃない 新装再編版』集英社〈愛蔵版コミックス〉、全5巻
  1. 2019年6月25日発売、ISBN 978-4-08-792047-5
  2. 2019年6月25日発売、ISBN 978-4-08-792048-2
  3. 2019年6月25日発売、ISBN 978-4-08-792049-9
  4. 2019年9月19日発売、ISBN 978-4-08-792050-5
  5. 2019年9月19日発売、ISBN 978-4-08-792051-2

### 小説
- 矢沢あい（原作） / 下川香苗（著者）『天使なんかじゃない』集英社〈コバルト文庫〉、全8巻
  1. 1993年6月発行、ISBN 4-08-611755-X
  2. 1993年11月発行、ISBN 4-08-611797-5
  3. 1994年2月発行、ISBN 4-08-611823-8
  4. 1994年4月発行、ISBN 4-08-611852-1
  5. 1994年10月発行、ISBN 4-08-614005-5
  6. 1995年3月発行、ISBN 4-08-614054-3
  7. 1995年4月発行、ISBN 4-08-614075-6
  8. 1995年7月発行、ISBN 4-08-614095-0

### 関連書籍
- 矢沢あい『矢沢あいイラスト集 天使なんかじゃない』集英社〈集英社ガールズコミックス〉、1994年10月発行、ISBN 4-08-855089-7

## OVA
1994年9月21日にVHSで発売された。話の内容は、第一期生徒会の結成から第一回聖祭までである。
スタッフ
- 原作 - 矢沢あい
- 監督 - ときたひろこ
- 脚本 - 金春智子
- キャラクターデザイン・総作画監督 - 梅津泰臣
- 作画監督 - なかじまちゅうじ
- 美術監督 - 柴田千佳子
- 色彩設定 - 渡辺芙美子
- 撮影監督 - 斉藤秋男
- 編集 - 古川雅士
- 音楽 - 高野ふじお
- 音響監督 - 藤山房伸
- プロデューサー - 金正廣
- アニメーション制作 - グループ・タック
- 製作 - 山縣宏之
- 製作・著作・販売 - 集英社

主題歌
「一緒にいれば」
作詞 - 鮎川めぐみ / 作曲 - 上杉洋史 / 歌 - 西田ひかる